# Szarvaskő megállóhely
Szarvaskő megállóhely egy Heves vármegyei vasúti megállóhely Szarvaskő településen, a MÁV üzemeltetésében. Közúti megközelítését a 25-ös főútból, annak a 26+300-as kilométerszelvénye közelében kiágazó 25 303-as számú mellékút biztosítja.

## Vasútvonalak
A megállóhelyet az alábbi vasútvonalak érintik:
- Füzesabony–Putnok-vasútvonal

## Kapcsolódó állomások
A megállóhelyhez az alábbi állomások vannak a legközelebb:
- Almár megállóhely (Eger vasútállomás, Füzesabony–Putnok-vasútvonal)
- Mónosbél vasútállomás (Szilvásvárad vasútállomás, Füzesabony–Putnok-vasútvonal)

## Forgalom
| Járat        | Útvonal | Gyakoriság                     |
| ------------ | --- | ------------------------------ |
| személyvonat | Eger – Egervár – Eger-Felnémet – Almár – Szarvaskő – Mónosbél – Bélapátfalva – Bélapátfalvi Cementgyár – Szilvásvárad-Szalajkavölgy – Szilvásvárad | Napi 2 pár (nyáron napi 4 pár) |

## Érdekességek
- Itt forgatták Kováts Miklós Szemed a pályán! című vasútbiztonsági kisfilmjét; az állomás a filmben a Berekháza nevet viselte.